# (8992) Magnanimité
(8992) Magnanimité (nom international (8992) Magnanimity) est un astéroïde de la ceinture principale.

## Description
(8992) Magnanimité est un astéroïde de la ceinture principale. Il fut découvert le 14 octobre 1980 à Nanking par l'observatoire de la Montagne Pourpre. Il présente une orbite caractérisée par un demi-grand axe de 2,39 UA, une excentricité de 0,21 et une inclinaison de 7,9° par rapport à l'écliptique.

## Compléments